# Candé-sur-Beuvron
Candé-sur-Beuvron település Franciaországban, Loir-et-Cher megyében. Lakosainak száma 1487 fő (2022. január 1.). Candé-sur-Beuvron Chailles, Chaumont-sur-Loire, Les Montils, Valaire és Valloire-sur-Cisse községekkel határos.

## Népesség
A település népességének változása:
| Lakosok száma | 508  | 916  | 1134 | 1408 | 1529 | 1532 | 1497 | 1505 | 1504 | 1487 |
|               | 1968 | 1982 | 1990 | 2006 | 2013 | 2015 | 2017 | 2019 | 2020 | 2022 |